# Бутовський Олександр Миколайович
Буто́вський Олександр Миколайович (7 (19) березня 1869 , Ходорів, Канівський повіт, Київська губернія, Російська імперія  — не раніше 1929 ) — Генеральний суддя УНР (1918), член Головної комісії у справах виборів до Українських установчих зборів (1917—1918), сенатор Українського державного сенату (1918).
Закінчив 2-у Київську гімназію, Університет св. Володимира у Києві. Від 1909 працював мировим суддею, старшим нотаріусом, членом суду (від 1913), товаришем голови суду (1918) і членом Київської судової палати. 1 січня 1918 призначений Українською Центральною Радою Генеральним суддею. Від 22 липня 1918 — сенатор Українського державного сенату. 1917– 20 — викладач цивільного судочинства у Київському юридичному інституті. За радянської влади обіймав посаду головного юрисконсульта Губернського відділу юстиції. Від 1919 — член Правничо-термінологічної комісії при 3-му відділі Української Академії Наук. 1921 — член Комісії з вивчення звичаєвого права.
Дослідження у галузі цивільного, карного і звичаєвого права.

## Праці
- Земли свободных хлебопашцев // Журн. МЮ. 1906. Кн. 1;
- Давность владения // Там само. 1910. Кн. 9; Договоры в пользу третьих лиц // Там само. 1910. Кн. 10; П
- Продажа с рассрочкой платежа // Там само. 1915. Кн. 9; 10;
- Иски об уничтожении квартирных договоров // Там само. 1917. Кн. 2; 3;
- Открытие наследства и вызов наследников // Вест. права. 1917. Кн. 6;
- Цивільний процес // Україна. 1928. Кн. 4;
- Адміністративні виселення з житлових приміщень // Наук. досліди та розвідки комісії рад. права. К., 1929. Вип. 1.